# Emoeoorlog
De Emoeoorlog, Emu War of Great Emu War was een militaire operatie in Australië om de emoepopulatie in de Australische deelstaat West-Australië, waar de emoes overlast veroorzaakten, te verkleinen. Militairen met Lewis M.20-machinegeweren begonnen in 1932 met het afschieten van emoes, datzelfde jaar werd er met de operatie gestopt.

## Achtergrond
Na de Eerste Wereldoorlog was een groot aantal Australische ex-militairen gaan werken in de agrarische sector. Door de Grote Depressie werden de boeren aangemoedigd om hun graanproductie te vergroten. De Australische overheid beloofde subsidies voor graanteelt, maar heeft dit nooit waargemaakt. Hierbij kwam ook nog dat een groep van 20.000 emoes na het broedseizoen West-Australië binnenkwamen. De emoes aten het graan, waardoor de oogst mislukte. Ook beschadigden emoes hekken en de rabbit-proof fence, waardoor konijnen binnen konden dringen en de schade aan de gewassen toenam.
De ex-militairen dienden een verzoek in bij het Ministerie van Defensie voor toestemming om met machinegeweren de emoes af te schieten. De toenmalige Minister van Defensie George Pearce gaf hier toestemming voor. De ex-militairen mochten zelf echter geen gewapende actie ondernemen, maar het beroepsleger werd ingezet. Dit "leger" bestond uit majoor G. P. W. Meredith, sergeant S. McMurray en schutter J. O'Halloran, die waren bewapend met Lewis-machinegeweren.

## Campagnes
De Emoeoorlog bestond uit twee campagnes. Bij de eerste campagne kwamen 50 tot 500 emoes om, bij de tweede waren 986 emoes gedood en waren er ongeveer 2500 gewond. De emoepopulatie wist zich te herstellen en de oorlog werd daarom een mislukking. Door middel van het bewapenen van de ex-militairen en het plaatsen van wildhekken kon men later de emoes wel tegenhouden.

## Nasleep
Pearce werd later gekscherend door de Australische senator James Dunn de Minister van de Emoeoorlog genoemd. Toen in een zitting van het Australische parlement werd voorgesteld om hem een onderscheiding te geven voor zijn inzet tijdens de oorlog stelde een parlementslid voor om de onderscheiding aan de emoes te geven. 

### Kritiek
Veel natuurbeschermers waren tegen de Emoeoorlog. De Australische ornitholoog Dominic Serventy noemde het "een poging tot de massavernietiging van de vogels".

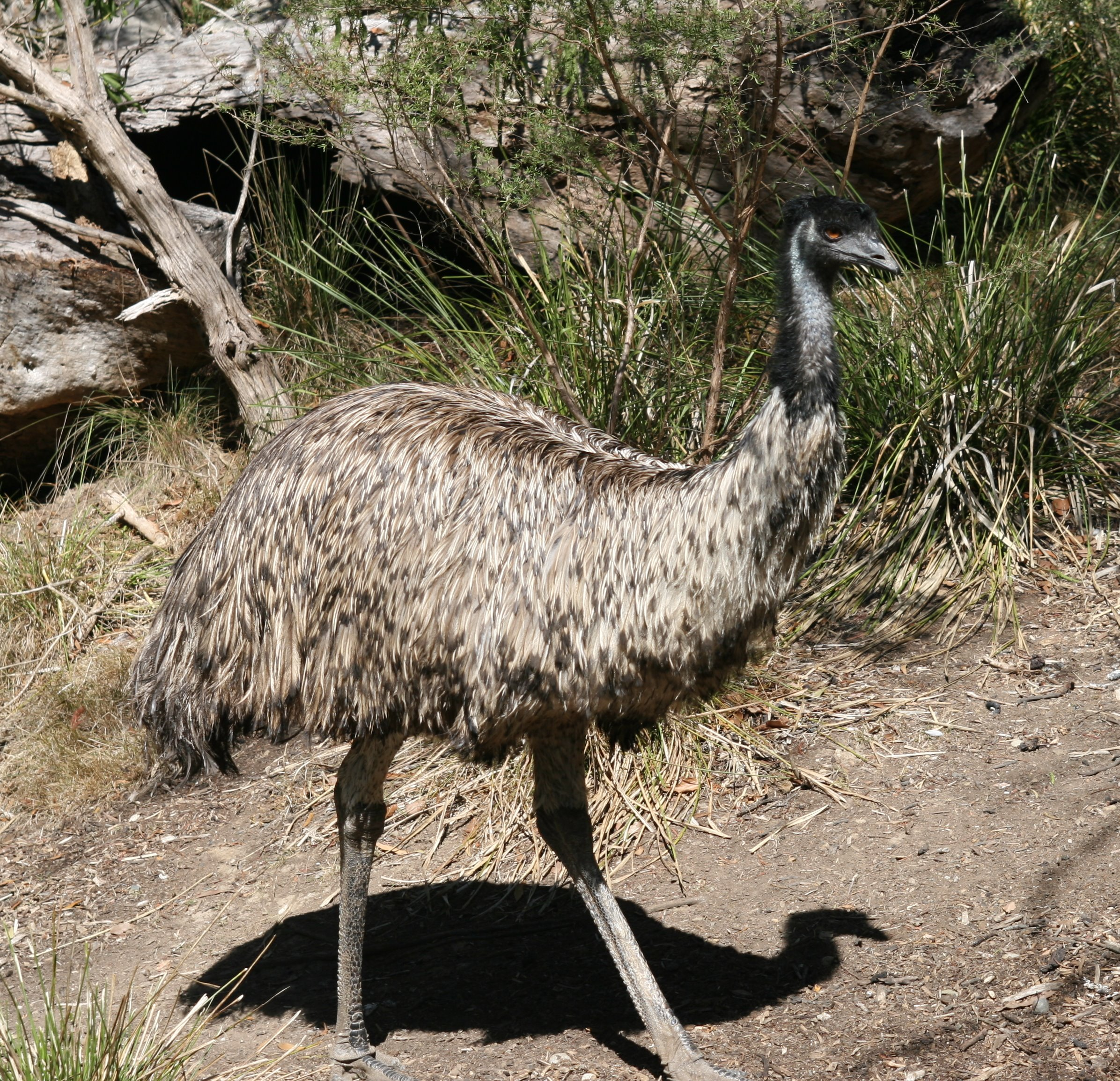
Emoe
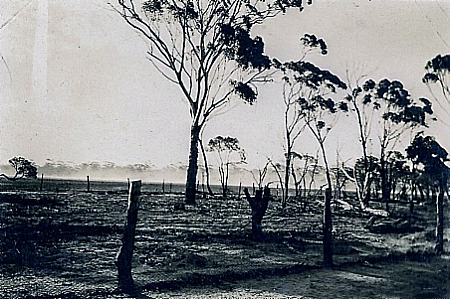
Schade aan landbouwgrond veroorzaakt door emoes
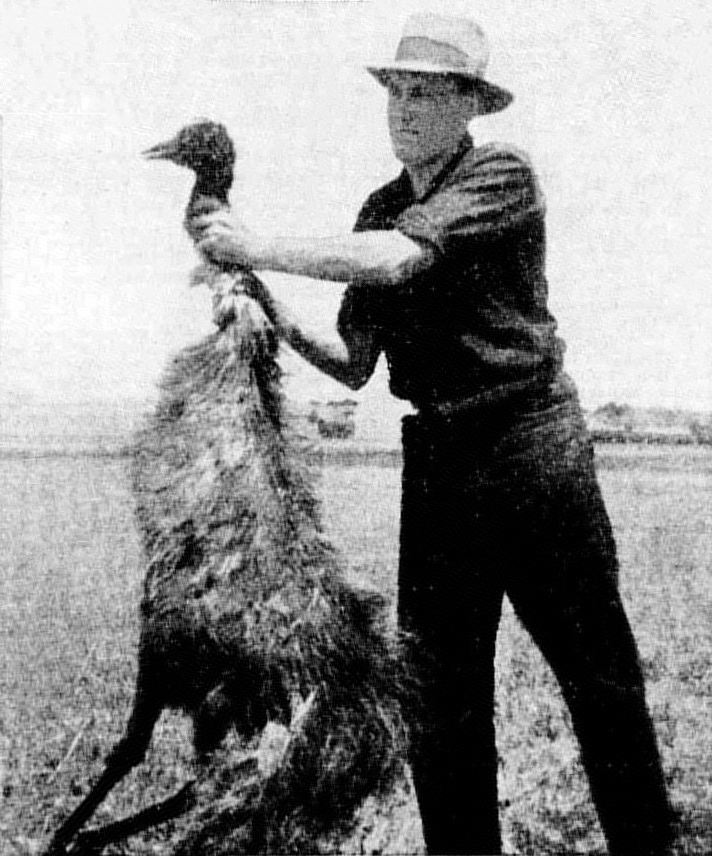
Man met gedode emoe